# 青柳村 (埼玉県)
青柳村（あおやぎむら）は埼玉県の北西部、児玉郡に属していた村。

## 地理
- 河川：神流川

## 歴史
- 1889年（明治22年）4月1日 町村制施行により、二ノ宮村、新宿村、池田村、中新里村、新里村が合併し児玉郡青柳村が成立する。
- 1896年（明治29年）3月29日 児玉郡が賀美郡、那珂郡と統合し児玉郡となる。
- 1954年（昭和29年）5月3日 丹荘村と合併し神川村を新設する。